# Полуденский, Михаил Петрович
Михаил Петрович Полуденский (1830—1868) — русский библиограф, библиофил и историк.

## Биография
Родился 26 августа (7 сентября по новому стилю)  1830 года в Москве в семье сенатора Петра Семеновича Полуденского и дочери екатерининского вельможи А. М. Лунина Елены Александровны. Брат С. П. Полуденского. Первоначальное образование получил дома. В 1849 году окончил историко-филологический факультет Московского университета, после чего поступил на службу в Московский архив Министерства иностранных дел. Вместе с фольклористом-библиографом А. Н. Афанасьевым, также служившим в архиве, организовал издание журнала «Библиографические записки», где выступал постоянным автором и редактором. Также сотрудничал с журналами «Московский вестник», «Бюллетень букиниста» (фр. Bulletin du Bouquiniste), издававшегося в Париже,  и другими.
С 1859 года работал в Московской дворцовой конторе. По рекомендации библиографа Г. Н. Геннади был принят в Общество любителей русской словесности при Московском университете (в 1859—1861 годах — секретарь, с 1861 по 1868 годы — казначей общества). 
Интересно, что М. П. Полуденский был владельцем большой библиотеки, в основе которой лежали книжные собрания его деда — А. М. Лунина и разорившегося книготорговца П. О. Хрусталёва, включавшей коллекцию рукописей. Незадолго до своей смерти часть домашнего собрания Полуденский поместил в государственные хранилища: в Чертковскую библиотеку, и Румянцевский музей. Некоторую часть книг он пожертвовал библиотеке Московского университета и Рязанской публичной библиотеке.  Оставшаяся часть его книжного собрания была распродана на аукционе.
Жил в Москве на Волхонке, 5. Умер от чахотки 18 июля (30 июля по новому стилю) 1868 года в Москве. Похоронен на кладбище Донского монастыря.
М. П. Полуденский внес большой вклад в развитие исторической библиографии в России. Советский и ученый-библиограф Л. М. Равич охарактеризовала его «незаурядным работником, во многом опередившим библиографическую практику эпохи».